# تیندر (اپ)
تیندر (انگلیسی: Tinder) یک اپ تلفن همراه برای دوست‌یابی برخط است. کاربران آن با استفاده از فناوری جی‌پی‌اس، شعاع مشخصی را تعیین کرده و این امکان را خواهند داشت که با هر شخص درون آن شعاع جورسازی شوند.
طبق آمار ارائه شده در اکتبر ۲۰۱۴، تیندر از مرز بیش از ۱٫۲ میلیارد پروفایل گذشته و روزانه ۱۵ میلیون جورسازی در آن رخ می‌دهد.

## تاریخچه
روایت رسمی تأسیس تیندر چندان روشن نیست، اما به نظر می‌رسد این اپ در اوت ۲۰۱۲ توسط شان راد، ویتنی ولف، کریستوفر گولچینسک، جو مونز و جاستین متین تأسیس شد گرچه این شرکت تنها شان راد، جاستین متین و جاناتان بدین را به عنوان بنیانگذاران اصلی شرکت به رسمیت می‌شناسد. اپ در آغاز به‌طور پایلوت بین دانشجویان در پردیس‌ها فعالیت کرد به خصوص در دانشگاه کالیفرنیای جنوبی.
تیندر جایزهٔ کرانچی را به عنوان بهترین استارتاپ سال ۲۰۱۳ از سوی تک کرانچ دریافت کرد.
در مارس ۲۰۱۲، جاناتان بدین به عنوان اپراتور اصلی (بعداً مدیر استراتژی) و کریس گلچینسکی به عنوان طراح (که قبل از تغییر نام به Tinder لوگوی شعله را طراحی کرد)، بعداً CCO شد. این تیم از دفتر شخصی جاستین متین که از ۱۴ سالگی راد را می‌شناخت کار می‌کرد، همچنین از خانواده ای یهودی-ایرانی از منطقه لس آنجلس بود، در دانشگاه کالیفرنیای جنوبی تحصیل کرده بود. و همزمان با Rad کارآفرین شد، اما هنوز بخشی از MatchBox یا Cardify نبود.
انتشار Cardify با تأیید فرایند تأییدیه App Store اپل به تأخیر افتاد، بنابراین تیم بر MatchBox تمرکز کرد، در حالی که هنوز با پیمانکاران بازاریابی برای فروش Cardify به تاجر مصاحبه می‌کرد. در مه ۲۰۱۲، خواهر جاستین متین، الکسا، و دوستش، ویتنی ولف هرد، مصاحبه کردند و به عنوان نماینده فروش میدانی برای Cardify استخدام شدند.
در اوت ۲۰۱۲، Matchbox به Tinder تغییر نام داد تا با آرم مطابقت داشته باشد، و نرم در App Store راه‌اندازی شد. راد جاستین متین را به عنوان پیمانکار برای هدایت بازاریابی راه‌اندازی به Tinder آورد. او برای خواهرش و ولف لابی کرد تا در Tinder استخدام شوند تا به عنوان بازاریاب صحرایی به او کمک کند. سپس Tinder در محوطه‌های متعدد دانشگاه راه‌اندازی شد و به سرعت به پردیس‌های دیگر گسترش یافت.

## حریم خصوصی
امنیت سایبری، حریم خصوصی داده‌ها و نگرانی‌های بهداشت عمومی در مورد Tinder نیز وجود دارد. مقامات بهداشت عمومی در رود آیلند و یوتا ادعا کرده‌اند که Tinder و برنامه‌های مشابه مسئول افزایش برخی از بیماریهای مقاربتی هستند. در فوریه ۲۰۱۴، محققان امنیتی در نیویورک نقصی پیدا کردند که امکان یافتن مکان دقیق کاربران را بین ۴۰ تا ۱۶۵ روز امکان‌پذیر کرد. روزت پامبکیان، سخنگوی تیندر، گفت که این مشکل ظرف ۴۸ ساعت حل شد. مدیرعامل Tinder، شان راد در بیانیه ای گفت که اندکی پس از تماس با وی، Tinder اقدامات خاصی را برای افزایش امنیت مکان و مبهم تر کردن اطلاعات موقعیت مکانی انجام داد.
در اوت ۲۰۱۶، دو مهندس نقص دیگری پیدا کردند که محل دقیق مطابقت همه کاربران را نشان می‌داد. هر بار که کاربر به برنامه وارد می‌شد، مکان به روز می‌شد و حتی برای مسابقات مسدود شده نیز کار می‌کرد. این مسئله در مارس ۲۰۱۶ شناسایی شد، اما تا اوت ۲۰۱۶ برطرف نشد. در ژوئیه ۲۰۱۷، مطالعه ای که در Advances in Intelligent Systems and Computing منتشر شد نشان داد که کاربران Tinder مایل به افشای اطلاعات هویتی شخصی خود هستند. در سپتامبر ۲۰۱۷، گاردین مقاله ای از یک روزنامه‌نگار منتشر کرد که تمام داده‌هایی را که برنامه Tinder در مورد او ثبت کرده بود از شرکت درخواست کرد و دریافت که Tinder تمام پیامهای کاربر، مکانها و زمانهای کاربر، ویژگیهای سایر کاربران مورد علاقه خود را ذخیره می‌کند. کاربر، ویژگیهای کاربران خاص مورد علاقه سایر کاربران، و مدت زمانی که کاربران برای مشاهده تصاویر خاص صرف می‌کنند، که برای روزنامه‌نگار ۸۰۰ صفحه جزئیات را شامل می‌شود.

## انتقاد
در سال ۲۰۲۱ این سازمان با Garbo، یک شرکت بررسی سوابق غیرانتفاعی همکاری و سرمایه‌گذاری کرد. این مشارکت برای افزودن ویژگی ای بود که به کاربران امکان می‌داد در زمینه سابقه ی قضایی خود پیشینه بررسی کنند. منتقدان معتقد بودند ادغام نرم‌افزار بررسی سابقه، یک سوم جمعیت بزرگسال شاغل در ایالات متحده را که دارای سوابق کیفری هستند، تبعیض قائل می‌شود. یکی دیگر از موضوعاتی که منتقدان مطرح کردند، عدم قابلیت اطمینان چک‌های پیشین بود، زیرا آنها به‌طور نامتناسب افراد سیاه‌پوست و دیگر اقلیت‌های قومی را تحت تأثیر قرار می‌دادند. سخنگوی ابتکار سیاست زندان ادعا کرد که چون ایالات متحده قوانین را به‌طور نابرابر اعمال می‌کند، معرفی پیشینه کیفری به برنامه‌های دوستیابی گروه‌های حاشیه ای افراد را فیلتر می‌کند. علاوه بر این، اسناد عمومی و اسناد دادگاه اغلب حاوی اطلاعات نادرست یا قدیمی هستند.